# Abkan
Als Abkan werden vorgeschichtliche Kultur-Gruppen in Unternubien bezeichnet, die von 5000 bis 3500 v. Chr. existiert haben. Der Name leitet sich von ersten Funden dieser Kultur bei Abka am 2. Nilkatarakt ab. Man unterscheidet drei Stufen: die frühe, die fortgeschrittene und die Endphase. Die frühe Phase entwickelte sich aus der letzten Stufe der Qadan-Kultur. Die letzte Phase, auch als Terminal Abkan bezeichnet, verfügt über eine große Vielfalt an Keramik, die von der weiter im Norden angesiedelten frühen A-Gruppe beeinflusst wurde. Teilweise findet man auch Keramik der Abkan und der A-Gruppe gemischt, was auf eine Ausdehnung der A-Gruppe in den Süden hindeutet.
Die Abkan-Keramik zeichnet sich durch ihre Weichheit und eine grob geglättete Oberfläche aus, die selten dekoriert ist. Es finden sich erste Beispiele für nubische Keramik, die eine Schwarzfärbung der Innenseite oder eine gerippte Oberfläche aufweisen. Die große Formenvielfalt umfasst Gefäßtypen für die Vorratshaltung, die Nahrungszubereitung und -aufnahme.
Die Bevölkerung lebte vom Fischfang und der Jagd auf Wildtiere. Sie wohnte vermutlich in Schilfhütten, da bisher nur Feuerstellen, aber keine festen Siedlungsstrukturen bezeugt sind. Für die letzte Kulturphase konnten erste domestizierte Ziegen und Rinder nachgewiesen werden. Spuren der Kultur finden sich auch nördlich des 2. Kataraktes an breiten Wadi-Ausgängen.